# Ilham Namig Kamal
 (février 2024).
Ilham Namig Kamal Ahmadov (en azéri:İlham Namiq Kamal oğlu Əhmədov; né le 9 janvier 1949 à Bakou, en Azerbaïdjan) est un Artiste du peuple de l'Azerbaïdjan Acteur azerbaïdjanais, metteur en scène et directeur artistique de son théâtre Ilham.

## Biographie,études
En 1966, il entre à l'Institut national du théâtre d'Azerbaïdjan du nom de Mirzaagha Aliyev à la Faculté d'art dramatique et de théâtre. Il étudie au cours de l'artiste du peuple de l'URSS Adil Isgandarov et de l'artiste azerbaïdjanais Rza Tahmasib. Au cours de ses années d'études, il joue avec succès le rôle du personnage principal de la comédie satirique de l'écrivain français Jean-Baptiste Molière Georges Dandin. Il est accepté dans la troupe du théâtre pédagogique de l'institut. Tout en travaillant dans cette équipe, il a joué plusieurs rôles : Mirza Djavad (Aydin, Djafar Djabbarli), Schwester (Meteor de Friedrich Dürrenmatt), Lomov (Demande en mariage, Anton Tchekhov), recruteur (Maison sur le rivage, Stefan Zweig), secrétaire général (La Chaise Magique, Frisch Corinti), Molla Sabzali ("Ulama Majlis" d'après les poèmes de Mirza Alakbar Sabir).

## Activité théâtrale
Du 25 novembre 1971 au 2 février 1972, il fait partie de la troupe d'acteurs du Théâtre national des jeunes spectateurs d'Azerbaïdjan. Le 3 février, il rejoint la troupe du Théâtre dramatique national académique.
Le 20 mars 1989, il commence à jouer au Théâtre de la Jeunesse. Depuis le 26 janvier 1993, ce groupe fonctionne sous le nom de Théâtre national de la jeunesse d'Azerbaïdjan. Ilham Namik Kamal travaille sur la scène de cette institution pendant quatre ans. Des pièces de théâtre sont montées ici et Akhmedov a joué les rôles : Les Passagers désespérés de Stanislav Stratiev, Opération Dadashbala de Rahman Alizadeh, "Le pont Sultangulu d'Isi Melikzadeh", "Le tueur de ma femme" de Robber Thomas, "On construit une montagne" de Vaqif Samadoghlu, Le mari ma femme c'est moi de Georgiy Khugaev..
Parallèlement à son travail au Théâtre national de la jeunesse, de 1989 à 1991, il travaill au Théâtre national de comédie musicale d'Azerbaïdjan. Dans ce théâtre, il joue dans les comédies musicales du dramaturge Gueorgy Khugaev et du compositeur Eldar Mansourov La mère de mon bien-aimé ou l'histoire du mariage, Djahangir Aslanoglu et Hasanaga Gurbanov Qarğa, məndə Qoz var , dans le département russe - Eduardo de Filippo et Faradj Garayev Fulimeno Marturano.
Le 14 juin 1993, il quitte la troupe et crée son propre théâtre miniature Ilham. Actuellement, il travaille comme metteur en scène et acteur dans ce théâtre, où il est metteur en scène et directeur artistique. Il établit le répertoire et détermine la structure de toutes les représentations mises en scène au théâtre, jouant les rôles principaux dans la plupart d'entre elles.
Depuis 1995, il enseigne à l'Université d'État de la culture et des arts d'Azerbaïdjan, à la tête du Département de l’art d’estrade.

## Prix et récompenses
- Ordre de la Gloire (Azerbaïdjan)- 2013,
- Artiste du peuple de la République d'Azerbaïdjan - 2002,
- Artiste émérite de la RSS d'Azerbaïdjan - 1982,
- Diplôme honorifique du Président de la République d'Azerbaïdjan - 2023